# Fädeltechnik

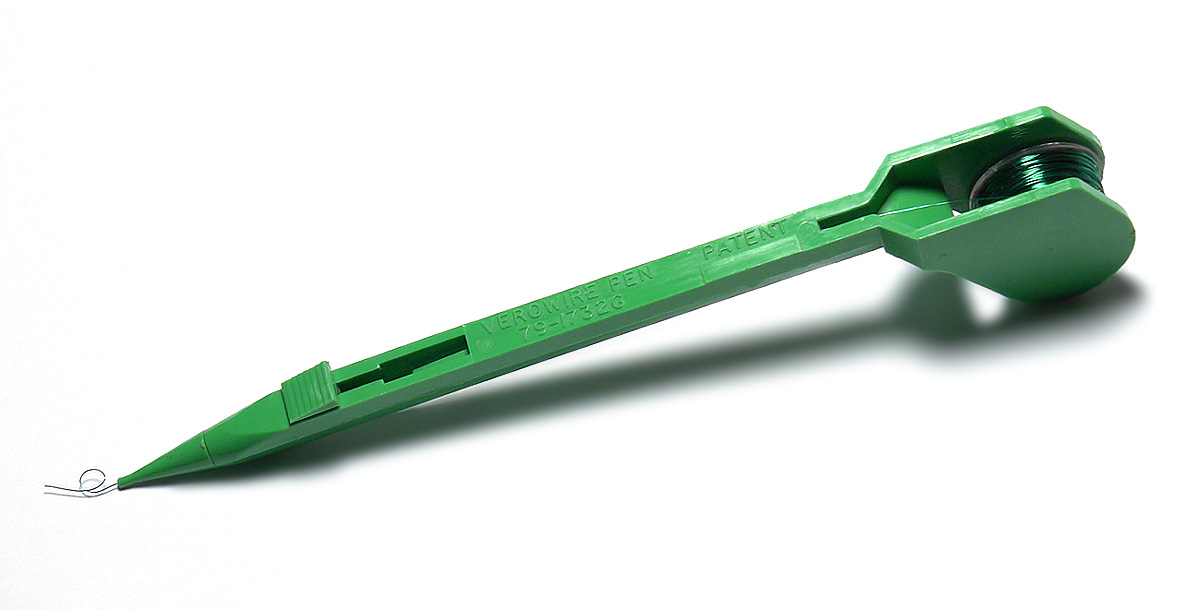
Fädelstift für Handverdrahtung, Länge 15 cm

Die Fädeltechnik dient zur Verdrahtung von elektronischen Schaltungen (Prototypen, Funktionsmuster) oder zur Reparatur/Nachbesserung von Leiterplatten.

## Vorgehensweise

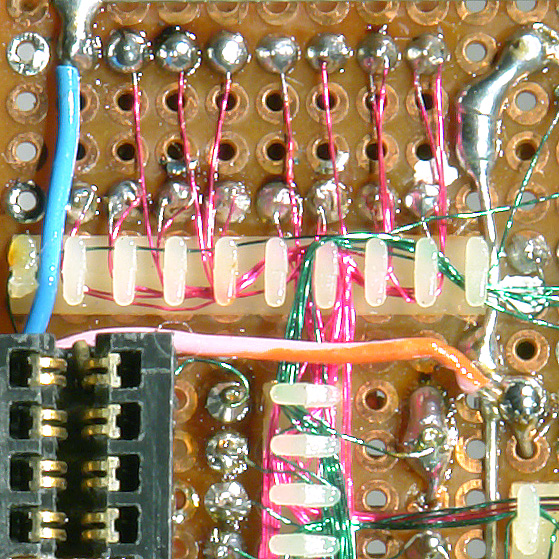
Zweifarbig mit Fädelkamm verdrahtete Lochrasterplatine; die Spannungsversorgung ist mit dickeren Schaltdrähten verbunden

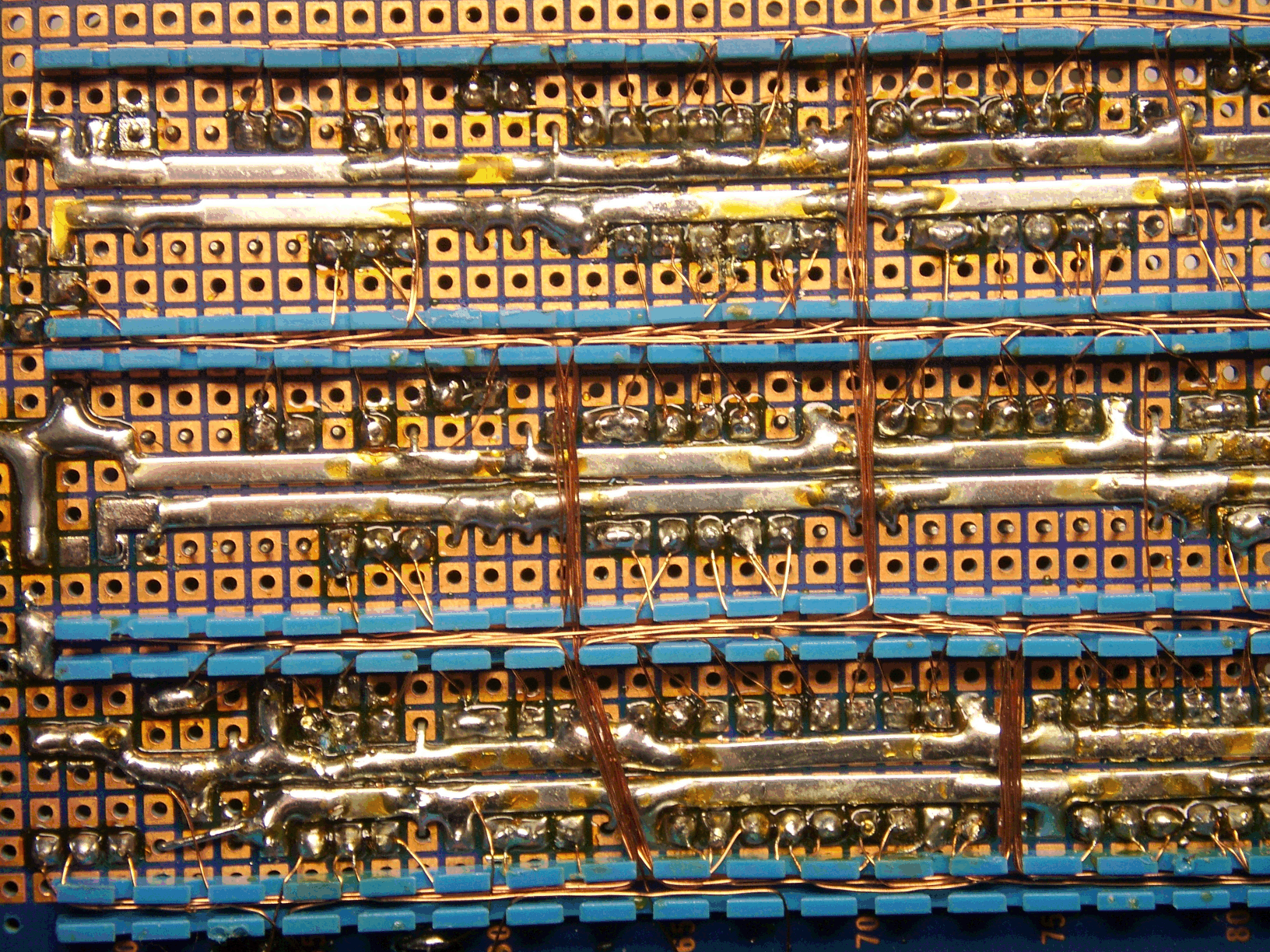
Gefädelte Platine mit Stromschienen für die Spannungsversorgung

Die Verbindungen werden über dünne, lackisolierte, aber durchlötbare und kerbfeste Kupferlackdrähte („Fädeldraht“) hergestellt. Handelsüblich sind Rollen à 40 m mit einem Drahtdurchmesser von 0,15 bis 0,20 mm (AWG 34); die Strombelastbarkeit beträgt dann 100 mA, die Spannungsfestigkeit 600 V DC, der Widerstandsbelag 0,86 Ohm/m. An den Verbindungsstellen wird der Fädeldraht um die elektrische Verbindung (Bauteile-Pins) gewickelt, aber im Unterschied zur Wickeltechnik mit Lötzinn verlötet, indem die typischerweise 5 µm starke Isolation aus „Self-Fluxing“-Polyurethan durch die Hitze der Lötspitze durchgeschmolzen wird. Ein Vorteil des Verfahrens ist neben der hohen Verdrahtungsdichte die geringe Höhe auf der Verdrahtungsseite, die nur wenig größer als die einer gedruckten Schaltung ist.
Als Basis verwendet man meistens eine Lochrasterplatine mit Lötpads. Üblich und vorteilhaft ist die Verwendung insbesondere dann, wenn viele ICs im Dual-Inline-Gehäuse (DIL) – sogenannte „TTL-Gräber“ – zu verdrahten und nur relativ wenige sonstige Bauteile vorhanden sind. Eine weitere Anwendung ist die Verdrahtung der (heute veralteten) Kernspeicher.
Als Hilfsmittel können Fädelstifte verwendet werden (siehe Bild rechts oben); mittels eines Schiebers kann der Fädeldraht arretiert und damit gespannt werden. Weitere Hilfsmittel sind ein Abkantwerkzeug zum Umbiegen von IC-Anschlüssen sowie spezielle Anschlussstifte mit Einpresswerkzeug für die Leiterplatte.
Die Verbindungen werden fast immer in Handarbeit nach einem Verdrahtungsplan durchgeführt. Da die Verdrahtung sehr unübersichtlich werden kann, führt man die Drähte über spezielle Fädelkämme. Die Fehlersuche ist bei der Fädeltechnik dennoch sehr schwierig.
Neben dem dünnen Draht für die Signalleitungen verwendet man für die Stromversorgungs- und Masseleitungen fallweise mehrere Drähte, dickeren Draht oder Stromschienen, um Spannungsabfälle zu vermeiden. Das Bussystem (Backplane) älterer Hochleistungscomputer wurde teilweise mit Fädeltechnik verdrahtet, meist jedoch als Wickelverbindung.
Heute wird die Fädeltechnik nur noch für Prototypen und Korrekturen eingesetzt – bei geringen Stückzahlen werden nachträgliche Schaltungsänderungen manchmal auf diese Weise realisiert, man spricht dann von „Jumper Wires“, „Strapping“ oder „Patchdrähten“. Die Grundausrüstung aus Fädeldraht, Fädelkamm und Fädelstift ist sowohl bei Distributoren des Elektronikfachhandels als auch bei auf Bastler ausgerichteten Versendern erhältlich.

## Fehlerquellen und -korrektur
Da es sich durchweg um Handarbeit handelt, können leicht Fehler entstehen. Einerseits besteht die Gefahr, dass die Lackisolation der Drähte beim Löten nicht schmilzt, so dass entweder kein Kontakt oder eine unzuverlässige kalte Lötstelle entsteht. Andererseits ist bei ungeschickter Führung der Drähte (von einem Lötpad weg zu nahe am Nachbarpin vorbei) leicht ein elektrischer Kurzschluss möglich. Falsche Verbindungen sind ebenfalls eine häufige Fehlerursache.
Schlechte Lötstellen lassen sich durch Nachlöten ausbessern. Bei Kurzschlüssen müssen oft alle Verbindungen der beteiligten Pins entfernt und neu verdrahtet werden. Das Gleiche gilt für falsche Verbindungen.
Muss eine Verbindung gelöst werden, kann man den Draht zur Not lediglich an einem Ende auftrennen und ansonsten im Aufbau belassen. Das offene Drahtende und die signalführende Leiterstrecke kann aber zu weiteren Problemen führen, weshalb man nach Möglichkeit den gesamten Draht entfernen sollte.
Heutige Fädelstifte sind aus Kunststoff. Die Benutzung des Schiebers zum Arretieren und Spannen des Fädeldrahtes führt relativ schnell zu einer Einkerbung an der Spitze.

## Gesundheitlicher Hinweis
Einzelne Hersteller von Fädeldraht geben mittlerweile eine Warnung heraus: englisch When soldering through polyurethane enamelled wire a small quantity of TDI gas is produced. Use in a well ventilated room. In Übersetzung sinngemäß: Durch das Durchschmelzen der Polyurethan-Isolierung beim Löten entstehen geringe Menge von Toluoldiisocyanat-Gas (einem Ausgangsprodukt von PU), so dass beim Verarbeiten auf ausreichende Belüftung/Ventilation zu achten ist.